# فياتشيسلاف فلاديميروفيتش غلادكيخ
فياتشيسلاف فلاديميروفيتش غلادكيخ (24 أغسطس 1975 في مدينة كاراتاو في منطقة تالاس في منطقة أوبليس جامبيل في الجمهورية الكازاخية السوفيتية الاشتراكية في الاتحاد السوفيتي - 18 أغسطس 2020، بالقرب من دير الزور، في محافظة دير الزور في سوريا) - كان قائدًا عسكريًا روسيًا، ولواء (2016)، ورئيس الأركان - النائب الأول لقائد جيش السلاح المشترك السادس والثلاثين (2019). قُتل أثناء قيامه بمهمة كمستشار عسكري خلال عملية عسكرية روسية في سوريا.

## السيرة الشخصية

### المهنة العسكرية
ولد فياتشيسلاف فلاديميروفيتش غلادكيخ في 24 أغسطس 1975 بمدينة كاراتاو في كازاخستان الاشتراكية السوفياتية. 
في عام 1996 تخرج من مدرسة قيادة الدبابات العليا في تشيليابينسك مع مرتبة الشرف.
في الأعوام 2004-2012، خدم في مركز تدريب منطقة الحرس 467 [الإنجليزية] كرئيس أركان للفوج 419 من كتيبة تدريب الحراس الآلية وقائد فوج دبابات تدريب الحرس 522 كجزءٍ من فرقة بندقية الحرس 53 في كوفروف (منطقة فلاديمير). ثم تولى مناصب قائد حامية تشيباركول العسكرية، ورئيس الأركان، ثم قائد لواء القوزاق دبابات الحرس السابع المنفصل في تشيباركول (منطقة تشيليابينسك)، وبعد ذلك - اللواء الحادي والعشرون للحراس المنفصل بالبنادق الآلية في توتسكوي (منطقة أورينبورغ)
شارك مرارًا وتكرارًا في التدريبات، وشارك في البياتلون للدبابات، ولاحظ الأمر من الجانب الأفضل، وأظهر نتائج ممتازة في التدريب البدني. كان عضوًا في المجلس الاجتماعي والسياسي برئاسة منطقة توتسك، وكان يعمل في ترتيب النصب التذكارية على أراضي الحامية، وتعاون مع مجلس قادة الألوية واللجنة الأم، ووفقًا لرئيس هذه الأخيرة، «كان شديد الحساسية تجاه الجنود وأمهاتهم».
في عام 2016، وقع حادث في اللواء 21 بقيادة العقيد جلادكيخ وهو انتحار مجند عادي. ذكرت والدة المتوفى أنه تم دفعه للانتحار نتيجة بلطجة، واتهمت العقيد جلادكيخ بتجاهل حقائق المعاكسات في وحدته التابعة. وبموجب قرار من المحكمة، تلقت الأسرة أكثر من مليوني روبل كتعويض مالي عن الضرر المعنوي.
في 12 ديسمبر 2016 مُنح جلادكيخ الرتبة العسكرية لواء. لقد تخرج مع مرتبة الشرف من الأكاديمية العسكرية في موسكو. وكان آخر مكان له في الخدمة هو منصب رئيس الأركان - النائب الأول لقائد جيش الأسلحة المشتركة رقم 36 في أولان-أودي (بورياتيا) وبهذه الصفة، شارك في أكتوبر 2019 في مرحلة المقاطعة للمسابقات السنوية لجميع الجيش لكأس وزارة الدفاع في خاباروفسك. بعد فترة وجيزة من تعيينه، تم إرساله في رحلة عمل إلى سوريا، حيث شارك في العملية العسكرية الروسية كمستشار عسكري كبير للقوات المسلحة السورية شارك في وضع خطة لعملية تحرير تدمر.

### الموت
في 18 أغسطس 2020 كان رتل روسي عائدًا من مهمة إنسانية قرب دير الزور. وعلى بعد 15 كيلومترًا من المدينة في اتجاه حركة المرور على جانب الطريق، وفقًا للرواية الرسمية، انفجرت عبوة ناسفة، يفترض أنها لغم. الانفجار أسفر عن مقتل القائد السوري من قوات الدفاع مدينة الميادين تعرض ثلاثة من الجنود الروس، بما في ذلك لواء لم يذكر اسمه. لقد أصيب بجروح خطيرة، وتوفي أثناء الإخلاء والمساعدة الطبية في مكان الحادث. لبعض الوقت لم يتم ذكر اسم الضابط المتوفى، ولكن تبين بعد ذلك أن اللواء المتوفى كان جلادكيخ. بعد ذلك، في المستشفى العسكري توفي بوردنكو، وهو رقيب روسي، أصيب في 18 أغسطس في موسكو.
بعد مرور بعض الوقت، انتشر في وسائل الإعلام مقطع فيديو أظهر لحظة وفاة جلادكيخ. أظهر المقطع أن جلادكيخ ومرافقيه نزلوا من السيارة لتفقد الطريق، وتوجهوا سيرًا على الأقدام إلى الجرار المدمر مؤخرًا، وفي منتصف الطريق تم تفجيره بواسطة لغم. إن العبوة الناسفة، كما ورد في صحيفة كراسنايا زفيزدا، تم زرعها من قبل الإرهابيين. في الصحافة، نُسبت مسؤولية الهجوم على القافلة إلى مجموعات مسلحة مختلفة - من تنظيم الدولة الإسلامية إلى الجيش السوري الحر المدعوم من تركيا، كما أشارت إلى احتمال الرد المبكر. بعد أيام قليلة، شنت القوة الفضائية الروسية سلسلة من الضربات على مواقع المسلحين الذين يعتقد أنهم متورطون في مقتل جلادكيخ. (استمر القصف لاحقًا).
أعرب رئيس لجنة التحقيق في الاتحاد الروسي ألكسندر باستريكين عن تعازيه لأقارب جلادكيخ، حيث أبلغ عن بدء قضية جنائية في وفاته. كما أعرب ممثلو جمعية القوزاق العسكرية في أورينبورغ عن تعازيهم. تم ترشيحه من وزارة الدفاع الروسية بعد وفاته لجائزة الدولة، ووعدت عائلته بالمساعدة والدعم اللازمين. أصبح جلادكيخ ثالث جنرال سقوط ضحايا من القوات المسلحة الروسية في سوريا [الإنجليزية] بعد فاليري أسابوف، وكذلك فلاديمير يريميف، نظرًا للخسائر غير القتالية.
دفن جلادكيخ في 24 أغسطس في مقبرة الحرب الفيدرالية التذكارية.

## ذاكرة
في 21 أغسطس 2020، في يوم الضابط الروسي، اقترح قادة فرقة دبابات الحرس التسعين إنشاء جائزة لأفضل قائد كتيبة نهاية العام وتسميته جلادكيخ.

## الجوائز
- وسام وسام "للخدمات للوطن" من الدرجة الثانية، «تخليدًا للذكرى 850 لموسكو»، «للتميز في الخدمة العسكرية» الدرجة الأولى، «للبسالة العسكرية» من الدرجة الأولى والثانية «للتميز في الخدمة العسكرية» الأول والثاني، الدرجة الثالثة، «200 سنة من وزارة الدفاع»، «للتميز في الخدمة في القوات البرية»، «من أجل عودة القرم»، مارغيلوف، «للبسالة العسكرية»، وغيرها.
- شكر من حاكم منطقة أورينبورغ (18 فبراير 2016) - «على الأداء النموذجي للواجبات الرسمية وتكريمًا لعيد المدافع عن الوطن».[74][75]

## الحياة الشخصية
كان متزوجا وله أطفال.